# Cantó de Sant Maissimin
El cantó de Sant Maissemin de la Santa Bauma és un cantó francès del departament de la Var, situat al districte de Brinhòla. Té 8 municipis i el cap és Sant Maissemin de la Santa Bauma.

## Municipis
- Nans
- Olieras
- Lo Plan d'Aups de la Santa Bauma
- Porcièu
- Porrièras
- Rotgiers
- Sant Maissemin de la Santa Bauma
- Sant Jacariá

## Història
| Data d'elecció                           | Identitat         | Partit                     | Qualitat |
| ---------------------------------------- | ----------------- | -------------------------- | -------- |
| 1967-1985                                | Paul Barles       | PS                         |          |
| 1985-1998                                | Émile Olivier     | PS, després Divers droite  |          |
| 1998-                                    | Horace Lanfranchi | Divers droite, després UMP |          |
| les dades anteriors no són pas conegudes |                   |                            |          |
|                                          |                   |                            |          |

| 1962  | 1968  | 1975  | 1982   | 1990   | 1999   | 2006   |
| ----- | ----- | ----- | ------ | ------ | ------ | ------ |
| 6.850 | 7.627 | 8.886 | 12.158 | 19.987 | 26.924 | 31.322 |